# Dejan Savićević
Dejan Savićević (chirilic: Дејан Савићевић; n. 15 septembrie 1966, Titograd, Muntenegru, RSF Iugoslavia) este un fost fotbalist muntenegrean, și actualul președinte al Asociației Muntenegrene de Fotbal.
S-a lansat în fotbalul occidental de la formația Steaua Roșie Belgrad cu care a reușit la începutul anilor 90 să câștige Cupa Campionilor Europeni. Imediat a fost transferat la clubul italian AC Milan. Ajuns în Italia, Dejan Savicevic s-a luptat o perioadă pentru titularizare cu francezul Jean Pierre Papin. În cele din urmă Savicevic a câștigat duelul, impunându-se la Milan prin excelentele calități tehnice. Datorită profilului tehnic extraordinar, suporterii milanezi i-au atașat porecla de Il Genio (română Geniul). Il Genio făcea parte dintr-o tripletă extraordinară, alături de Roberto Baggio și Franco Baresi. Pentru reprezentațiile date în tricoul cu nr. 10 al Milanului, Savicevici va rămâne drept unul dintre cei mai tehnici jucători din istorie.